# Zespół usidlenia tętnicy podkolanowej
Zespół usidlenia tętnicy podkolanowej (ang. popliteal entrapment syndrome) – rzadki zespół wrodzonych lub nabytych nieprawidłowości otoczenia tętnicy podkolanowej w obrębie dołu podkolanowego prowadzający do zaburzeń przepływu krwi w jej świetle i wystąpienia objawów niedokrwienia poniżej miejsca ucisku.
Choroba rozwija się często u sportowców, zwłaszcza uprawiających biegi lub kolarstwo oraz u osób uprawiających jogging.
Najczęściej ucisk tętnicy podkolanowej jest wywoływany przez ucisk głowy przyśrodkowej mięśnia trójgłowego łydki.
Powtarzające się urazy tętnicy mogą doprowadzić do jej zwężenia, całkowitego zamknięcia światła, a nawet powstania tętniaka.

## Obraz kliniczny
Charakterystycznym objawem tej jednostki chorobowej jest występowanie chromania przestankowego u osoby z obecnym (wyczuwalnym) tętnem na tętnicach grzbietowych stopy (w spoczynku). Do osłabienia tętna dochodzi w przypadku wysiłku lub w przypadku maksymalnego zgięcia podeszwowego lub grzbietowego stopy, co jest wykorzystywane w diagnostyce tego schorzenia. Ucisk tętnicy doprowadza do zaburzeń krążenia, początkowo do rozwoju zakrzepicy w obrębie tętnicy, która może doprowadzić do trwałego niedokrwienia i martwicy tkanek kończyny. Choroba może także przebiegać jako ostre niedokrwienie, zagrożone amputacją kończyny.

## Rozpoznanie
Chorobę można podejrzewać u osoby z objawami bólowymi w obrębie łydki, u której dochodzi do zaniku tętna w trakcie wysiłku fizycznego z zaangażowaniem mięśni łydki. Podobny efekt można uzyskać podczas opisywanego zgięcia stopy, co pozwala na rozpoznanie choroby w trakcie ultrasonografii dopplerowskiej lub angiografii wykonywanej w opisanej pozycji stopy. W diagnostyce przydatna może być tomografia rezonansu magnetycznego.

## Leczenie
Leczenie jest wyłącznie operacyjne i polega na uwolnieniu usidlonej tętnicy. Operacja najczęściej sprowadza się do wycięcia nieprawidłowych przyczepów mięśni lub elementów tkanki łącznej, które uciskają na tętnicę.